# 동수천로
동수천로(東樹川路)는 인천광역시 부평구 부개동 중앙아파트와 부평동 부평 현대렉스힐 앞과 연결된 도로이다.

## 특징
이 도로는 동수천을 복개하여 개설된 도로이다. 또한, 2010년 3월에 새주소가 개정되기 전까지의 도로명은 동수천길이다.

## 경유지
중앙아파트 앞 - 부개주공아파트 7단지 - 부개2동 주민센터 - 부흥고등학교 - 부개서초등학교 - 부평현대렉스힐아파트

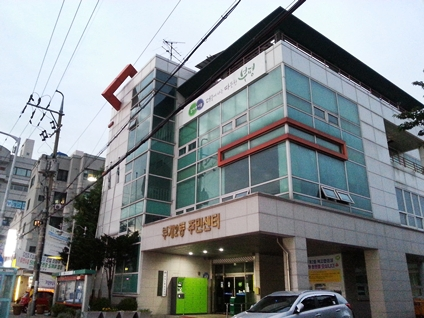
부개2동 주민센터